# هاكون شوفالييه
هاكون شوفالييه (بالإنجليزية: Haakon Chevalier)‏ هو لغوي ومترجم وكاتب أمريكي، ولد في 10 سبتمبر 1901 في بلدة ليكوود ‏ في الولايات المتحدة، وتوفي في 4 يوليو 1985 في باريس في فرنسا.

## وصلات خارجية
- هاكون شوفالييه على موقع IMDb (الإنجليزية)
- هاكون شوفالييه على موقع قاعدة بيانات الفيلم (الإنجليزية)